# Federico Balart
Federico Balart Elgueta (Pliego, Murcia, 22 de octubre de 1831-Madrid, 11 de abril de 1905) fue un periodista, poeta, crítico de arte, crítico teatral y humorista español vinculado al Realismo. En su carrera política en la estela republicana llegó a consejero de Estado.

## Biografía
Llegó a Madrid con diecinueve años para estudiar Derecho. Sus primeras críticas literarias aparecieron en el periódico La Verdad, hacia 1861 y firmando con el pseudónimo de 'Nadie'. En 1870 fue nombrado subsecretario del Ministerio de la Gobernación y posteriormente consejero de Estado, diputado en Cortes por Motril (1870-1871), y, entre 1872 y 1873, senador por la provincia de Castellón. También trabajó como contable en el Banco de España y fue censor y director artístico en el Teatro Español. Colaborador habitual en La Democracia y en Gil Blas, alcanzó fama y respeto como crítico de arte y de teatro. Electo académico de la Real Academia Española en 1891 no llegó a ingresar como miembro. Su matrimonio con la viuda Dolores Anza, y la temprana muerte de ella en 1879, fueron la materia poética del libro Dolores, publicado en 1894 y que conoció un éxito inusitado. Balart murió en Madrid, a los setenta y tres años de edad. 

## Obras
Además del fondo elegíaco de Dolores, Balart desarrolla una poética sobre el sentido de la existencia, la fe y la inmortalidad, lo que le supuso ácidas críticas del clero, e incluso de escritores de juventud anarquista como José Martínez Ruiz, "Azorín", quien en su Charivari le acusó de ser un poeta "sin inspiración, prosaico, horriblemente difícil e insincero". También escribió el ensayo titulado Literatura y Arte y otros libros líricos como Novedades de antaño y Horizontes, además de los póstumos: Sombras y destellos y Fruslerías.

## Memoria
En Pliego se le dedicó una calle y un busto en la Glorieta. También tiene calles en Mula y en el barrio de San Antolín en Murcia. El instituto de educación secundaria de Pliego tiene su nombre.